# Quintett E-Dur, op. 11, 5
Das Quintett für Violoncello und Streichquartett E-Dur op. 11,5 (G 275) bzw. das Streichquintett mit zwei Violoncelli E-Dur op. 11 Nr. 5 (G.275) von Luigi Boccherini (1743–1805) ist eine der berühmtesten Kompositionen des Komponisten, teilweise aufgrund seines dritten Satzes, dem „Boccherini-Menuett“, das jedoch für Boccherinis sonstigen Kompositionsstil eher als wenig repräsentativ gilt.

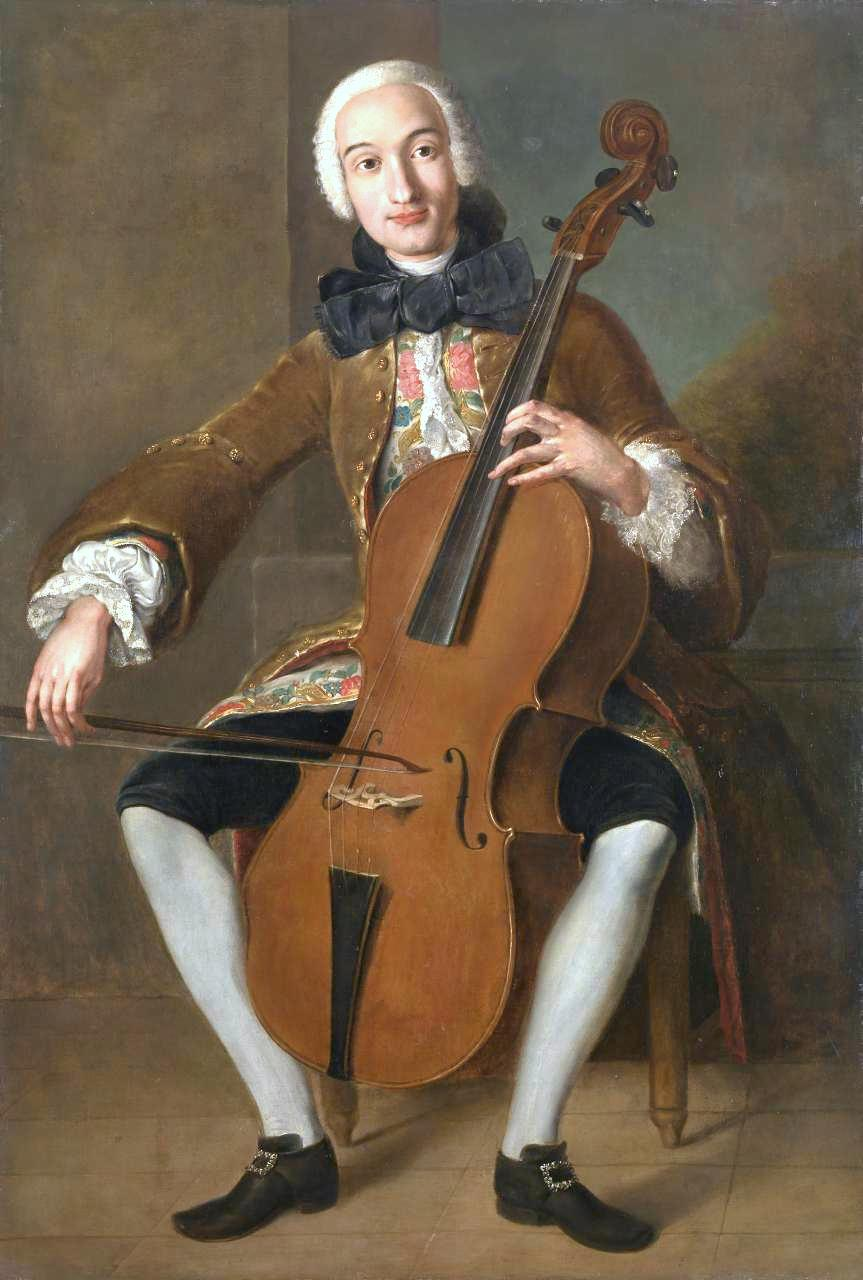
Porträt von Luigi Boccherini, Cello spielend (Pompeo Batoni, ca. 1764–1767)

Dieses Streichquintett für 2 Violinen, Viola und 2 Violoncelli aus dem Jahr 1771 ist Teil der Sammlung von sechs Quintetten opus 11 (G. 271–276), die Don Luis, dem Prinzen des Hauses Bourbon, gewidmet sind und im Januar 1775 von Venier in Paris veröffentlicht wurden.

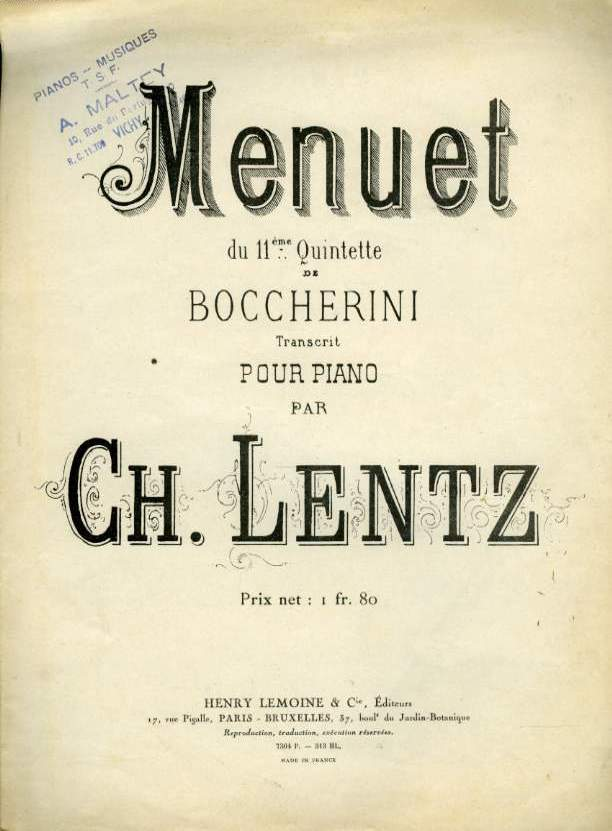
Einzelausgabe des Menuetts

## Sätze
- 1. Amoroso – Allegro giusto 3/8, E-Dur
- 2. Allegro e con spirito, 4/4, E-Dur
- 3. Minuetto/Trio, 3/4, A-Dur/D-Dur
- 4. Rondeau, 2/4, E-Dur

Seine Aufführungsdauer beträgt ungefähr 20 Minuten.

## Das Menuett
Der Anfang des Menuett nach einer Transkription für Klavier.